# Junkers J 10
Junkers J 10 – niemiecki samolot pasażerski z 1919 roku, będący cywilną przeróbką wojskowego samolotu Junkers CL.I.

## Historia
Zaraz po zakończeniu I wojny światowej Hugo Junkers przestawiał produkcję swoich zakładów na potrzeby lotnictwa cywilnego. Wykorzystywał jednocześnie doświadczenie zdobyte przy budowie metalowych konstrukcji z lat wojny. Dlatego też jednym z pierwszych modeli cywilnych był Junkers J 10, będący przeróbką na cele cywilne wojskowego modelu CL.I.
Z egzemplarzy CL.I zdemontowano wyposażenie wojskowe oraz dobudowano zakrytą kabinę. Dzięki temu mogły przewozić pasażera, wraz z bagażem podręcznym oraz przesyłkami pocztowymi. Służyły jako samoloty kurierskie między Dessau a Weimarem. W ten sposób firma Junkers zaczęła obsługiwać pierwszą w swojej historii linię lotniczą. Pozwolenie na loty cywilne uzyskano 3 maja 1919 roku.
Można powiedzieć, iż J 10 był samolotem „prowizorycznym” przygotowanym ad hoc, w celu wykorzystania pozostałych po wojnie egzemplarzy CL.I i wypróbowania sił na rynku cywilnym. Dlatego też J 10 nie był rozwijany a praca w firmie Junkersa - po próbach z prototypem J 12 - skupiła się nad budową modelu F 13.